# هنك دي هوج
هنك دي هوج (بالهولندية: Henk de Hoog)‏ ولد بتاريخ 12 أغسطس 1918 في أمستردام، وتوفي في 8 مايو 1973 في أمستلفين، هولندا، كان دراج هولندي.

## روابط خارجية
- هنك دي هوج على موقع أرشيف الدراجات (الإنجليزية)
- هنك دي هوج على موقع إحصائيات الدراجات الإحترافية (الإنجليزية)